# ジノスタチン スチマラマー
ジノスタチン スチマラマー（Zinostatin stimalamer）は、血管透過性・滞留性亢進効果（EPR効果）を応用した抗癌剤である。1993年10月に日本で承認されたが:1、2012年3月に製造販売中止となった。

## 効能・効果
肝細胞癌:11
ヨード化ケシ油脂肪酸エチルエステルに懸濁して動脈注射で用いる。

## 警告
ショック、肝不全、急性腎不全および胃穿孔、消化管出血・潰瘍等の重篤な副作用が現れる事がある:22。

## 禁忌
- 製剤成分またはヨード系薬剤に対する重篤な過敏症の既往歴のある患者
- 重篤な甲状腺疾患のある患者

## 副作用
重大な副作用として:23-24、
- ショック（血圧低下、呼吸困難、全身潮紅、血管浮腫（顔面浮腫、咽頭浮腫等）、蕁麻疹等）
- 肝不全
- 肝膿瘍
- 肝内胆汁性嚢胞
- 間質性肺炎（発熱、咳嗽、呼吸困難、胸部X線異常、好酸球増多等を伴う）
- 成人呼吸窮迫症候群
- 急性腎不全
- 胃穿孔、消化管出血、胃・十二指腸潰瘍
- アシドーシス
- 脊髄梗塞、両下肢麻痺等

が知られていた。

## 化学的特徴
ジノスタチン スチマラマーは、ジノスタチン（NCS，発色団+アポタンパク質）、部分ブチルエステル化スチレン-マレイン酸交互共重合体（SMA）からなる高分子である。
アポタンパク質は113個のアミノ酸よりなり、下記のアミノ酸配列をとる。1位のアラニンのN末端と20位のリジンのεアミノ基に交互共重合体が結合している。
Ala*-Ala-Pro-Thr-Ala-Thr-Val-Thr-Pro-Ser-Ser-Gly-Leu-Ser-Asp-Gly-Thr-Val-Val-Lys*-Val-Ala-Gly-Ala-Gly-Leu-Gln-Ala-Gly-Thr-Ala-Tyr-Asp-Val-Gly-Gln-Cys-Ala-Trp-Val-Asp-Thr-Gly-Val-Leu-Ala-Cys-Asn-Pro-Ala-Asp-Phe-Ser-Ser-Val-Thr-Ala-Asp-Ala-Asp-Gly-Ser-Ala-Ser-Thr-Ser-Leu-Thr-Val-Arg-Arg-Ser-Phe-Glu-Gly-Phe-Leu-Phe-Asp-Gly-Thr-Arg-Trp-Gly-Thr-Val-Asp-Cys-Thr-Thr-Ala-Ala-Cys-Gln-Val-Gly-Leu-Ser-Asp-Ala-Ala-Gly-Asn-Gly-Pro-Glu-Gly-Val-Ala-Ile-Ser-Phe-Asn
共重合体の構造は、
-CO-CHR1-CHR2-COOH または -CO-CHR1-CHR2-COO-NH+
4
であり、
R1=-[CH(C6H5)-CH2-CH(COOX1)-CH(COOX2)]m-C(CH3)2-C6H5 または -[CH2-CH(C6H5)-CH(COOX2)-CH(COOX1)]n-H（m+n=平均5.5）、
R2=-CH2-CH(C6H5)-CH(COOX2)-CH2-COOX1 または -CH(C6H5)-CH2-CH(COOX1)-CH(COOX2)-C(CH3)2-C6H5（R1≠R2）、
X1，X2=-H，NH+
4，-C4H9（X1，X2は1単位中で同時に-C4H9とならない）
である。